# Perissus variesignatus
Perissus variesignatus là một loài bọ cánh cứng trong họ Cerambycidae.